# Карантанија
Кнежевина Карантанија је најсевернија јужнословенска држава настала у Источним Алпима у VI веку и сматра се претечом данашње словеначке државе. Престоница кнежевине био је Крнски град на Госпосветском пољу, на коме се и дан данас налази камени престо.

## Прошлост Карантаније
Прва словенска држава „Самов племенски савез” под кнезом Самом укључивао је и Карантанију на челу са њеним тадашњим кнезом Валуком. После распада савеза 658. Карантанија се суочила, као и остале чланице савеза, са налетима Авара, Бавараца, Франака и Лангобарда који су покушали да је покоре. Иако изложена сталним нападима Авара, кнежевина је покушала да се прошири на простор данашње Ломбардије, али се суочила са јаким отпором Лангобарда који су је у томе осујетили. Притисци Авара приморали су кнеза Борута да потражи помоћ у борби против њих. Споразумевши се са, бившим непријатељима, Баварцима о заједничком рату против Авара, Борут и Карантанци, потпомогнути Баварцима, успешно одбијају аварске нападе и односе победу над њима (744—745). Цена победе над Аварима била је признавање врховне власти Баварске, након чега почиње процес христијанизације Карантанаца и зачетак феудалних односа међу њима који се нарочито појачао током владавине Горазда и Хотимира који су наследили Борута на кнежевском престолу. Карло Велики након дугих борби побеђује Баварце и прикључује 774. године Баварску и Карантанију Франачкој. Поделом Франачке Верденским споразумом 843. године Карантанија улази у састав државе Лудвига I која је била претеча Светог римског царства. Продор Мађара у западну Европу приморао је Отона I да уједини све словеначке земље у једну област која би била брана Мађарима (попут Војне крајине Турцима). Новостворена област, названа „Велика Карантанија”, обухватала је простор од Дунава до Јадранског мора и делте Поа. После победе над Мађарима 955. године у бици код Аугзбурга, немачки краљеви нису имали потребу за постојањем 
Велике Карантаније коју је Отон II (наследник Отона I) поделио на:
- Источну марку
- Карантанију.

Процес феудализације у Светом римском царству довео је до разједињења Карантаније које је остало до дана данашњег, тако да данас простор некадашње кнежевине Карантаније чине:
- Корушка
- Штајерска
- Крањска

## Бирање кнеза
Карантанци су свог кнеза дуго времена, према старом словенском обичају, бирали на народним зборовима који су одржавани на Госпосветском пољу код Крнског града. На тим зборовима народни великаши бирали су код кнежевог камена међу собом најбољег који је потом седао на камени престо, чиме је његово устоличење за кнеза било озваничено.
Овај обичај одржао се и након пада Карантаније под врховну немачку власт. Корушке војводе су, до краја средњег века, формално устоличаване на Госпосветском пољу. Нови кнез се код кнежевог камена појављивао у народном оделу и разговарао са урођеницима на народном језику чиме је опонашано некадашње бирање кнеза који је био неко из народа (одевен у народно одело који говори народним језиком). Нови кнез је након тога седао на камени престо на Госпосветском пољу, чиме је и званично постао владар Корушке.